# Call Me When You Break Up
Call Me When You Break Up è un singolo della cantante statunitense Selena Gomez, del produttore discografico statunitense Benny Blanco e della cantautrice statunitense Gracie Abrams, pubblicato il 20 febbraio 2025 come primo estratto dall'album in studio collaborativo tra i primi due I Said I Love You First.

## Descrizione
Call Me When You Break Up è un brano dance pop composto in chiave di Do maggiore con un tempo di 148 battiti per minuto. È stato scritto dai tre artisti assieme a Benjamin Levin, Dylan Brady, Julia Michaels, Justin Tranter, Cashmere Cat, Mattias Larsson e Robin Fredriksson, mentre la produzione è stata affidata a Benny Blanco, Cashmere Cat e Dylan Brody.

## Video musicale
Il video, diretto da Benny Blanco, è stato diffuso contestualmente all'uscita del brano tramite il canale YouTube di Gomez. È stato registrato usando la fotocamera interna di un iPhone.

## Classifiche
| Classifica (2025) | Posizione massima |
| ----------------- | ----------------- |
| Austria           | 71                |
| Canada            | 41                |
| Estonia           | 6                 |
| Germania          | 61                |
| Grecia            | 81                |
| Irlanda           | 37                |
| Kazakistan        | 161               |
| Regno Unito       | 28                |
| Stati Uniti       | 46                |